# Vladimir Fabrikant
Vladimir Fabrikant (Nizza, 10 aprile 1917 – Neuilly-sur-Seine, 29 luglio 2004) è stato un cestista francese.

## Carriera
Con la Francia ha disputato i Campionati europei del 1939.